# Ѻ (слово ћирилице)
Широко О (Он) (Ѻ ѻ) је положајна и правописна варијанта ћириличног слова О (О о) (овде је „он“ (ѻнъ) традиционалан назив ћириличног слова О; овај назив је и даље у употреби у црквенословенском алфабету).
Он се користи само на црквенословенском језику.
У својом алфабету (у почетницима и граматикама) широки и правилни облици О / о деле исти положај, јер се не сматрају различитим словима.
Велико слово је типично представљено широким Ѻ, а мало слово је правилно или двоструко: и широко ѻ и правилно о (на исти начин као што је грчко велико слово Σ праћено са два мала слова σ, ς). Фонетски је широко Ѻ / ѻ исто што и регуларно О / о.
У стандардном црквенословенском правопису (од средине 17. века до данас), широк облик слова Он користи се уместо правилног облика истог слова у следећим случајевима:
- као прво слово корена речи:
- у почетном положају (ѻгнь, ѻтрокъ)
- након префикса (праѻтецъ),
- у сложеницама (ѻбоюдуѻстрый),
- у два географска имена (иѻрданъ - река Јордан, іѻппіа - град Јаффа) и њихови деривати,
- као нумерички знак за представљање броја 70.
Историјски гледано, Он се такође користило у каснијем староруском периоду, укључујући документе, писма и друге вернакуларне текстове, да сигнализира почетни положај речи или слога или повремено за обележавање затвореног самогласника (развијеног у северноруским дијалектима од 14. века). Налази се у рукописима од брезове коре и у неким другим руским текстовима. У истим функцијама могли би се користити и други глифови, укључујући Монокуларно О и слово Омега.

## Име
Широко О нема стандардно традиционално име. Имена која се користе у литератури (широка / широка / округла / почетна укљученост итд.) Су само облици или функционални описи. Назив из одређених руских извора, он пољское (дословно „пољско О“), такође указује на округли облик слова, јер су латински фонтови из Пољске имали округло „О“, и типични стара ћирилица „О“ била је у облику сочива и згуснута. Сада се слово често назива уобичајеним Уникод називом „Округла Омега“, чињеница која може довести до извесног неспоразума, јер је ћирилично слово Омега сасвим друго слово; нарочито је његова нумеричка вредност 800, а не 70.

## Рачунарски кодови
| Знак                      | Ѻ                                    | Ѻ                                    | ѻ                                  | ѻ                                  |
| ------------------------- | ------------------------------------ | ------------------------------------ | ---------------------------------- | ---------------------------------- |
| Назив у Уникоду           | ВЕЛИКО ЋИРИЛИЧКО СЛОВО ОКРУГЛА ОМЕГА | ВЕЛИКО ЋИРИЛИЧКО СЛОВО ОКРУГЛА ОМЕГА | МАЛО ЋИРИЛИЧКО СЛОВО ОКРУГЛА ОМЕГА | МАЛО ЋИРИЛИЧКО СЛОВО ОКРУГЛА ОМЕГА |
| Врста кодирања            | децимална                            | хексадецимална                       | децимална                          | хексадецимална                     |
| Уникод                    | 1146                                 | U+047A                               | 1147                               | U+047B                             |
| UTF-8                     | 209 186                              | D1 BA                                | 209 187                            | D1 BB                              |
| Нумеричка референца знака | &#1146;                              | &#x47A;                              | &#1147;                            | &#x47B;                            |